# Magritte du meilleur court métrage
Le Magritte du meilleur court métrage était une récompense décernée de 2011 à 2015 par l'Académie André Delvaux, laquelle décerne également tous les autres Magritte du cinéma. Il était accordé au meilleur court métrage belge francophone de l'année.
Depuis 2016, la catégorie est scindée, et l'Académie André Delvaux décerne le Magritte du meilleur court métrage de fiction d'une part, et le Magritte du meilleur court métrage d'animation d'autre part.

## Palmarès

### Jusqu'en 2015
| Année | Film                        | Réalisateur(s)                             |
| ----- | --------------------------- | ------------------------------------------ |
| 2011  | Nuit blanche                | Samuel Tilman                              |
| 2011  | De si près                  | Rémi Durin                                 |
| 2011  | La Balançoire               | Christophe Hermans                         |
| 2011  | Pour toi, je ferai bataille | Rachel Lang                                |
| 2011  | Sous un coin de ciel bleu   | Arnaud Demuynck et Cecilia Marreiros Marum |
| 2012  | Dimanches                   | Valéry Rosier                              |
| 2012  | Dos au mur                  | Miklos Keleti                              |
| 2012  | Mauvaise Lune               | Méryl Fortunat-Rossi et Xavier Seron       |
| 2012  | La Version du loup          | Raphaël Balboni et Ann Sirot               |
| 2013  | Le Cri du homard            | Nicolas Guiot                              |
| 2013  | A New Old Story             | Antoine Cuypers                            |
| 2013  | Fable domestique            | Ann Sirot et Raphaël Balboni               |
| 2013  | U.H.T.                      | Guillaume Senez                            |
| 2014  | Welkom                      | Pablo Munoz Gomez                          |
| 2014  | Bowling killers             | Sébastien Petit                            |
| 2014  | Le Conseiller               | Elisabet Lladó                             |
| 2014  | Partouze                    | Matthieu Donck                             |
| 2015  | La Bûche de Noël            | Stéphane Aubier et Vincent Patar           |
| 2015  | En attendant le dégel       | Sarah Hirtt                                |
| 2015  | La Part de l'ombre          | Olivier Smolders                           |
| 2015  | Les Corps étrangers         | Laura Wandel                               |

## Nominations et récompenses multiples
Deux nominations :
- Ann Sirot et Raphaël Balboni : en 2012 pour La Version du loup et en 2013 pour Fable domestique.